# Лебедев (лунный кратер)

Кратер Лебедев (лат.  Lebedev), не путать с кратером Лебедева на Венере, —  большой древний ударный кратер в области юго-восточного побережья Моря Южного на обратной стороне Луны. Название присвоено в честь российского физика Петра Николаевича Лебедева (1866—1912) и утверждено Международным астрономическим союзом в 1970 г. Образование кратера относится к донектарскому периоду. 

## Описание кратера

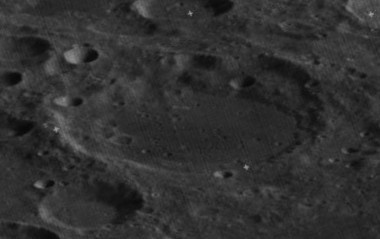
Снимок зонда Lunar Orbiter - III (север внизу).

Ближайшими соседями кратера являются кратер Анучин на востоке; кратер Ламб на северо-западе; кратер Погсон на севере-северо-востоке; кратер Ван дер Ваальс на северо-востоке; кратер Пикельнер на востоке; кратер Кассегрен на юге-юго-востоке и кратер Куглер на юге-юго-западе. На северо-западе от кратера расположено Море Южное. Селенографические координаты центра кратера 46°48′ ю. ш. 107°53′ в. д. / 46,8° ю. ш. 107,89° в. д., диаметр 121,8 км, глубина 2,9 км.
Кратер Лебедев имеет полигональную форму и значительно разрушен за длительное время своего существования. Вал сглажен и отмечен множеством небольших кратеров, ширина внутреннего склона различная по периметру, минимальная ширина склона в северной, максимальная в юго-западной части. В западной и восточной части внутреннего склона просматриваются слабые остатки террасовидной структуры. Высота вала над окружающей местностью достигает 1490 м, объем кратера составляет приблизительно 10400 км³. Дно чаши затоплено и выровнено темной базальтовой лавой, испещрено множеством мелких кратеров. В южной части чаши расположено скопление небольших холмов и хребтов.

## Сателлитные кратеры
| Лебедев | Координаты                                              | Диаметр, км |
| ------- | ------------------------------------------------------- | ----------- |
| C       | 45°38′ ю. ш. 111°22′ в. д. / 45,63° ю. ш. 111,37° в. д. | 35,9        |
| D       | 45°10′ ю. ш. 113°03′ в. д. / 45,16° ю. ш. 113,05° в. д. | 32,3        |
| F       | 47°57′ ю. ш. 111°17′ в. д. / 47,95° ю. ш. 111,28° в. д. | 20,7        |
| K       | 50°01′ ю. ш. 109°22′ в. д. / 50,02° ю. ш. 109,36° в. д. | 21,0        |

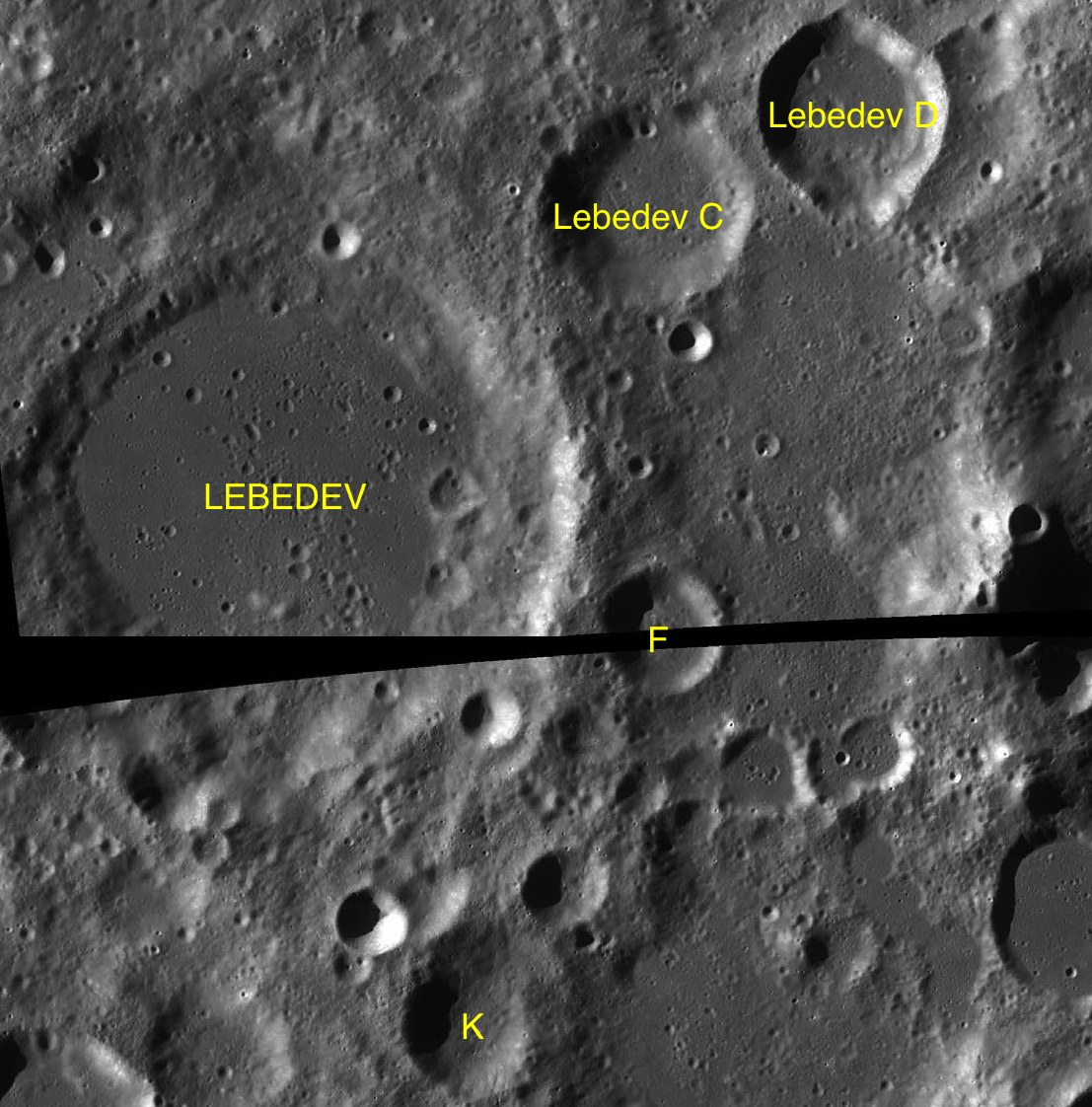
Фрагменты карт LAC-117, LAC-130.

- Образование сателлитного кратера Лебедев K относится к нектарскому периоду[1].

## См.также
- Список кратеров на Луне
- Лунный кратер
- Морфологический каталог кратеров Луны
- Планетная номенклатура
- Селенография
- Минералогия Луны
- Геология Луны
- Поздняя тяжёлая бомбардировка